# Тальявенто, Паоло
Паоло Тальявенто (итал. Paolo Tagliavento; род. 19 сентября 1972, Терни, Умбрия) — судья итальянской футбольной ассоциации. Арбитр «Серии А», высшего первенства чемпионата Италии по футболу. Является судьей международной категории. Обслуживает матчи под эгидой ФИФА, а также турниры УЕФА (Лига Европы, Лига Чемпионов).

## Биография
Карьеру арбитра начал в 2004 году. С этого же года впервые начал судить матчи кубка Италии и высшей лиги чемпионата Италии по футболу («Серия А»). В общей сложности провёл более ста матчей во внутреннем первенстве. На международной арене дебютировал в 2007 году, в матче Кубка УЕФА, с этого же года начинает судить матчи проходящие под эгидой ФИФА. С 2010 года регулярно выступает главным арбитром матчей Лиги Чемпионов.

## Ошибки
В чемпионате Италии по футболу сезона 2011/12 Тальявенто было доверено судить матч двух претендентов на чемпионство «Милана» и «Ювентуса». В одном из моментов арбитр ошибся не был засчитав чистый гол миланцев. Матч закончился вничью, а «Ювентус» в конечном итоге стал чемпионом Италии.
Спустя год, в ноябре 2012 года, в чемпионате сезона 2012/2013, Тальявенто вновь судил матч лидеров первенства «Ювентуса» и «Интер» (1:3). В центральном матче тура футболисты «Ювентуса» забили гол в ворота нерадзури уже на первой минуте матча, однако сделали это из явного положения вне игры. После матча итальянская пресса сообщала что арбитр матча Паоло Тальявенто может быть дисквалифицирован. Ему ставят в вину забитый гол Видаля после офсайда у Квадво Асамоа, а также тот факт, что защитник «Ювентуса» Штефан Лихтштайнер не был удалён в первом тайме за две жёлтых карточки. Также в матче сезона 2015/2016 «Милан» — «Дженоа» удалил защитника Милана Алессио Романьоли, не показал игрокам «Дженоа» множество жёлтых карточек за несколько ударов после свистка и грубую игру, а также но назначил пенальти в ворота всё того же «Дженоа».